# 美国贫困问题
美國貧困問題（英語：Poverty in the United States）談論的是在美國，那些缺乏足夠收入或是物質來滿足自身需求的人，其相關的問題。雖說按照國際標準，美國是一個相對富裕的國家，但從1929年到1930年初期的經濟大蕭條所導致的羅斯福新政立法，到1960年代年的全國向貧困宣戰，再到2008年經濟大衰退期間的扶貧工作。美國一直存在有貧困，而美國也不斷努力設法將之減輕。 
美國官方有兩種衡量貧困的方法：一是美國普查局設定的貧困閾值，用於統計之用，二是美國衛生及公共服務部（HHS）發布的貧困準則，用於行政管理目的所謂貧困閾值，它把貧困定義為“缺乏主流社會擁有的生活物資，無法享受到主流社會應有的服務”，閾值由各種收入水準組成。而所謂貧困準則，是指用來決定貧困人口可獲得如聯邦政府的迎頭趕上計畫和美國補充營養協助計畫（食物券）補助資格的簡式指南。
根據普查局在2020年的評估，由於創紀錄的長期經濟增長，到2019年（新冠肺炎疫情發生之前），生活在貧困中美國人的比率降至有史以來最低的水準，為11.1%（根據實際狀況略作調整）。然而在2020年5月至10月期間，由於肺炎疫情而實施的封城所產生的經濟影響，以及CARES法案所耗用的大筆經費，又讓約800萬人陷入貧困。

## 歷史背景

### 進步時代
美國公眾受到亨利·喬治在1873年出版的《進步與貧困》一書的推動，對即使在19世紀進步運動興起中也會出現的貧困問題開始產生興趣。1895年赫爾豪斯地圖和論文（Hull House Maps and Papers）的出版，開始展開“進步美國社會調查”。這項研究由在赫爾豪斯工作的佛羅倫薩·凱利及其同事，連同美國勞工部人員從事，包括收集文章和地圖。它側重於研究芝加哥貧民窟的狀況，出版包括製作四張按照移民原國籍和收入水準著色編碼的地圖，而這些地圖的製作是根據{{le|查爾斯·布斯 |Charles Booth (social reformer)) 早期開創性作品《倫敦人民的生活和勞動》發展而來。
另一位美國社會改革者雅各布·里斯在他1890年的作品《另一半人過的日子》中把紐約組屋和貧民窟的生活條件留下記錄。

### 經濟大蕭條
特別容易陷入貧困的群體是美國南方貧窮的佃農和租戶農民。這些農民約佔南方人口的四分之一，其中超過三分之一是非裔美國人。歷史學家詹姆斯·T·帕特森將這些人稱為“舊貧困”，而不是經濟大蕭條發生後出現的“新貧困”。 
經濟大蕭條期間，政府並沒提供任何失業保險，因此失業者很容易陷入貧困。失去工作或家園的人住在棚戶區或胡佛村。許多新政計劃的目的是在增加就業和減少貧困。聯邦緊急救濟署特別關注創造就業以降低貧困。創造工作比直接支付現金（稱為“救濟金”）成本更高，但在心理上對失業者較有幫助，他們需要工作以振奮士氣。其他目的在創造就業和福祉的新政做法包括有平民保育團和公共工程管理局。此外，美國社會安全保險是幫助減少貧困最重要的措施之一。

### 向貧困宣戰
有很多因素促成美國在1960年代發動全國性的向貧困宣戰運動。麥克·哈林頓在1962年的著作《另一個美國》提高公眾對貧困問題的辯論和認識。這場宣戰把聯邦政府運用教育和醫療衛生方面的功能，作為降貧戰略的功能擴大，許多項目歸由新設立的經濟機會辦公室（OEO）管理。這場戰爭的發動也恰逢許多研究貧困的方法論和精確統計模式出現。美國到1969年才有“官方”的貧困統計指標 。

### 21世紀

根據美國普查局所做的2015-2019年美國社區調查，美國各州，華盛頓哥倫比亞特區、及波多黎各的人生活在貧困閾值（美國）之下的比率

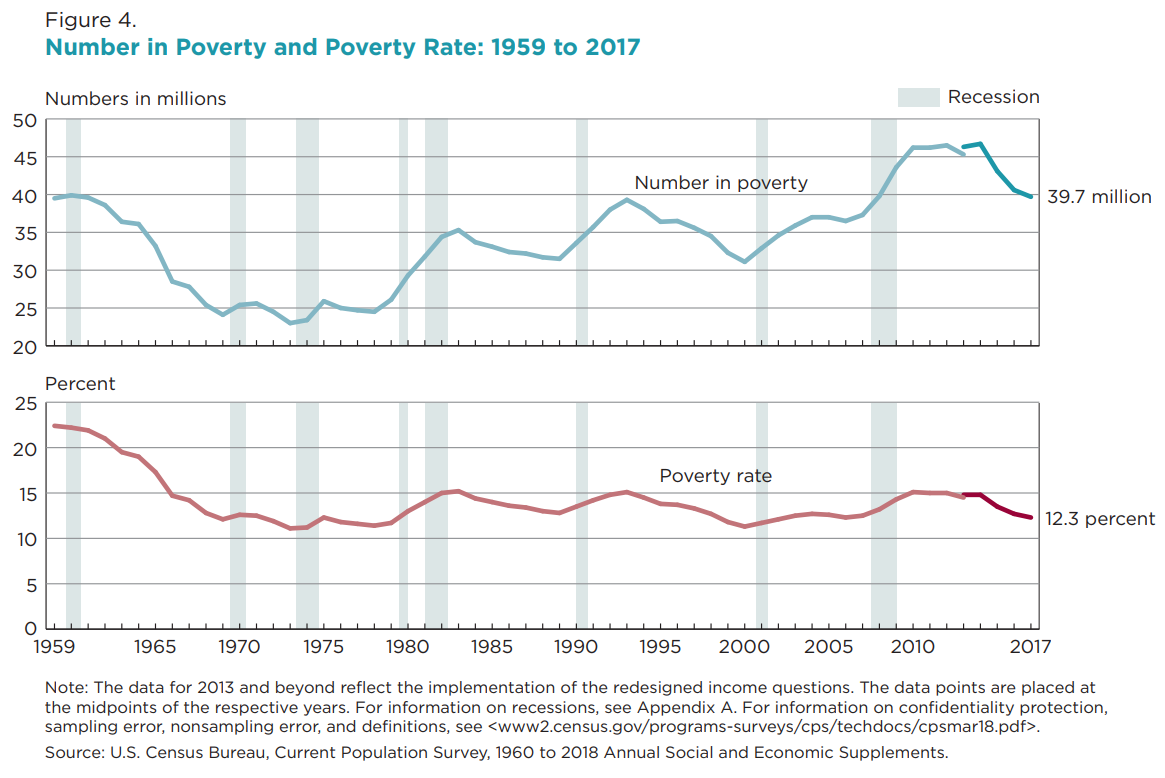
美國從1959年到2017年的貧困人口及貧困率。

到21世紀，由於美國經濟大衰退的發生，再度把人民貧困水準拉高。截至2009年，貧困人口數量已接近1960年代的水準，因而導致全國性向貧困宣戰運動的出現。2010年的人口普查數據顯示，美國有一半的人口屬於貧困或低收入人群，Y世代中有五分之一生活在貧困中。在美國《勞特利奇貧困手冊（The Routledge Handbook of Poverty in the United States）》的學術撰文者假設是由於新自由主義結構調整政策和全球化，導致新的極端貧困形式在美國出現，使處於經濟邊緣化社區中赤貧的“過剩人口”遭受控制以及懲罰。
許多國際機構都把美國所面臨的貧困問題予以強調。聯合國兒童基金會（UNICEF）在2013年的報告中把美國列為已開發國家中相對兒童貧困率第二高的國家。截至2016年6月，國際貨幣基金組織（IMF）警告美國，必須殷切透過提高最低工資，以及為女性提供帶薪產假以鼓勵她們進入勞動力市場，來解決這種高貧困率的問題。2017年12月，聯合國赤貧與人權問題特別報告員菲利普·奧爾斯頓對美國系統性貧困的影響進行為期兩週的調查，並對阿拉巴馬州的“私人富有和公共建設失能（私富公爛）”發表嚴厲譴責。奧爾斯頓的報告於2018年5月發布，其中強調美國有4,000萬人生活在在貧困之中，而有超過500萬人是生活在如同“第三世界”的條件之下。

## 衡量貧困方法
美國聯邦政府使用幾種標準作為衡量貧困的方法。普查局發布貧困閾值，通常作統計目的之用 - 例如，估算全國每年貧困人口數量，並按照居住類型、種族、和其他社會、經濟、和人口特徵作分類。而HHS所發布的貧困準則是為行政管理目的之用 - 例如，確定一個人或家庭是否有資格獲得各種聯邦計劃的援助。貧困閾值和貧困準則每年都會更新。最近普查局開始使用補充貧困準則（Supplemental Poverty Measure)作為附加統計，以及對現有衡量準則作補充之用。

### 貧困閾值
貧困閾值最初由在社會保障署工作的經濟學家茉莉·歐申思基所開發。歐申思基在1963年社會保障署公報發表的一篇文章“窮人的孩子”中提出貧困閾值的概念。
而歐申思基的閾值概念則來自她在美國農業部從事經濟食物計劃所獲得的經驗。根據美國農業部在1955年所做的家庭食品消費調查（Household Food Consumption Survey），三口或三口以上的家庭會把家庭稅後收入的三分之一用於購買食物。對於這些家庭，貧困閾值就設定為食物計劃花費的三倍。對於二口之家以及獨居者的貧困閾值，則有不同的計算方式。
她的這項設計發生在一個很湊巧的時刻，公佈僅六個月後，詹森總統宣布發動向貧困宣戰 - 而歐申思基的理論提供一種利用數據衡量工作進度的方法。1965年5月，新成立的OEO採用歐申思基的貧困閾值作為統計、規劃、和預算之用。OEO的官員贊同歐申思基的理論，辦公室研究主管Joseph Kershaw曾說：“歐申思基提起，當家裡人口更多的時候，就需要花更多的錢。真是睿智的說法”
社會保障署官員開始籌劃，根據生活水準的變化而調整貧困閾值。美國行政管理和預算局並不贊同做變化，但仍成立一機構間委員會，委員會於1969年決定把貧困閾值與消費者物價指數掛鉤，根據通貨膨脹率調整閾值，而非根據生活水準變化做調整。美國行政管理和預算局在1969年8月把這些修訂後的閾值作為為聯邦政府對貧困的官方定義。
雖然有人批評這些閾值並非完全準確，在過去50年中，除了閾值數量在1981年由124個更改為48個的小變化之外，其餘一直維持不變。貧困閾值初期假設三口之家平均把三分之一的預算用於食物，但最近的調查顯示，這數字在1980年代已降至五分之一，到1990年代已降至六分之一。如果根據2008年的食品成本重新計算閾值，食品預算乘數將為7.8倍，而非3倍，閾值因而必須大幅增加。

#### 貧困準則
| 人口 家庭   | 48個鄰接各州 哥倫比亞特區 | 阿拉斯加 | 夏威夷  |
| ----------- | ------------------------- | -------- | ------- |
| 1           | $12,140                   | $15,180  | $13,960 |
| 2           | $16,460                   | $20,580  | $18,930 |
| 3           | $20,780                   | $25,980  | $23,900 |
| 4           | $25,100                   | $31,380  | $28,870 |
| 5           | $29,420                   | $36,780  | $33,840 |
| 6           | $33,740                   | $42,180  | $38,810 |
| 7           | $38,060                   | $47,580  | $43,780 |
| 8           | $42,380                   | $52,980  | $48,750 |
| 每增加 一人 | $4,320                    | $5,400   | $4,970  |

貧困準則是聯邦機構用於行政管理目的一種閾值，例如用來確定人民是否具有接受聯邦援助計劃的資格。準則有用的原因，是因為每年的貧困閾值要到次年的夏天才會公佈，而貧困準則允許相關機構採用更為及時的數據。
貧困準則最初由OEO於1965年12月發布。在1981年綜合預算協調法（ Omnibus Budget Reconciliation Act of 1981）通過之後，發布準則的責任轉移到HHS。貧困準則也被稱為“聯邦貧困水準（federal poverty level）”（FPL），但HHS不鼓勵使用這種稱法。

### 補充貧困準則
在1990年，一個國會委員會要求美國國家學院(NRC)進行一項關於修訂貧困準則的研究。NRC隨之成立一小組，這小組在1995年發表一篇名為“衡量貧困：一種新方法”的報告，結論是美國的官方衡量貧困的方法存有缺陷。小組指出，閾值並未考慮地理位置而採全國一致的方式，並表示由於“美國生活水準的提高，用來制定貧困閾值的大多數方法（包括最初採用者）會產生比當前使用更高的閾值。”
此外，報告也提出另一種衡量貧困的準則，即使用實際支出數據以為一家四口制定閾值，然後每年為不同地理位置更新閾值。這種替代的衡量貧困準則也把家庭收入計算方式修改，把某些滿足“基本需求”的非現金福利，如食品券和公共住房包括在內，但不把“非基本需求”如醫療費用和兒童保育等包括在內。
這個小組的工作成果導致補充貧困準則（SPM）的制定，用以補強現有貧困準則既有的某些弱點。普查局在2014年10月發布一份描述SPM的報告，並表示打算每年發布SPM一次。然而SPM是用來“補充”現有的貧困閾值，而非“取代”它們，因為貧困閾值仍是普查局的“官方”衡量標準，而貧困準則由此“官方”貧困衡量方式而來。
SPM與貧困閾值不同，根據NRC的建議，SPM既包括家庭收入中的某些非現金福利，又根據地理區域來調整住房成本的閾值差異。此外，SPM閾值的計算是基於有兩個孩子的“參考”家庭，花費在食物、衣服、住所、和公用設施(這四項簡稱為FCSU)上的費用。

### 批評

#### 低估貧困
許多社會學家和政府官員認為美國的貧困狀況受到低估，這表示實際處於貧困狀態的家庭，比處於貧困閾值以下的數目要多。NPR最近發布的一份報告指出有高達30%的美國人難以維持生計，其他倡導者也對聲稱美國實際貧困率遠高於使用貧困閾值計算結果的看法給予支持。在2012年所做的一項研究估計，大約38%的美國人過著“沒工作即無以為繼”的生活。
美國勞工統計局在1969年提出足以支付適足家庭生活的預算建議。有60%的美國工人階級等於生活在“中等”預算數字以下，以下將是會發生的情況：
例如，預算假設家庭將擁有：
... 可使用壽命長達33年的烤麵包機。
... 可使用壽命長達14年的真空吸塵器。
假設一個家庭將購買一輛使用過兩年的二手汽車，並繼續使用四年......
最後，這個預算沒預留任何儲蓄的空間。
有鑑於“中等”預算的數字算是相當的謙卑，觀察家質疑所謂貧困水水準是否真正體現出繁榮的全部，這對長期以來既有的觀念產生挑戰，即大多數美國人在第二次世界大戰結束後的二十年裡，已達到富裕生活水準的程度。
也有人對最初用於制定美國貧困閾值的方法提出批評。如上所述，美國政府使用的貧困閾值最早是在1960年代初期，詹森總統政府向貧困宣戰期間所制定。閾值是假設普通家庭用收入的三分之一花費在食物之上，而以當時一籃子食物的成本乘以三而得。
但目前的貧困閾值只把50多年前常見的食品列入考慮。再加上美國人把收入的三分之一用於食物上的假設。事實上，美國人在2000年在食物上的花費通常不到其稅後收入的十分之一。 對於許多家庭而言，與半個世紀前相比，住房、醫療保險和醫療衛生需求、交通、和基本電信的費用，在當今家庭收入中所佔的比例要大得多，但在官方制定貧困閾值之時，並未把這些費用列入考慮。
亞利桑那大學政治學家約翰·施瓦茨表示：
今天的官方貧困線數字在本質上是用今日的美元（根據通貨膨脹進行調整）來購買與半個世紀前（即1955年）相同貧困線生活水準的商品......此後僅針對通貨膨脹作更新，但隨著時間推移，貧困線與當前普通家庭的消費模式斷了聯繫。當時相當多的家庭沒有私人電話、汽車、甚至廚房用的攪拌機……因此，官方貧困線大幅落後於社會過得去的最低標準之下，而當初這些數字的意圖是來衡量當時的最低標準之用。
低估貧困的問題在高房價、高貧困率地方，例如加利福尼亞州，尤為緊迫。然而當地的這種波動並沒有被納入聯邦貧困線的考慮範圍內，這樣可能也會導致許多處於類似貧困條件下的家庭被排除歸納在貧困家庭的統計之外。
在2011年推出的補充貧困準則，是透過把非現金福利和地域差異納入，希望更準確地描述美國貧困的程度。根據這項新的衡量標準，有16%的美國人在2011年生活在貧困中，而官方數字為15.2%。有項項研究根據這項新衡量標準做估計，有將近半數美國人生活在聯邦貧困水準（Federal Poverty Level（FPL））的200%範圍之內。
美國經濟學家Sandy Darity.表示，“沒有衡量貧困的確切方法。這些衡量標準取決於我們看待和為貧困定義的方式。主要是由那些意欲藉由更精細的衡量估計，用以減少貧困程度的研究人員，才會致力開發衡量方法。”

#### 誇大貧困
一些批評人士則表示，美國官方對貧困的定義，與美國公民及世界其他地區的定義不一致，雖然許多美國公民能充分滿足其基本需求，但美國政府在統計上仍將他們列為處於貧困狀態。根據美國保守派智庫傳統基金會研究員羅伯特· 雷克托在2011年發表的論文提出，美國普查局在2009年認定處於低於貧困線的4,360萬美國人，他們大多數人有足夠的住所、食物、衣服、和醫療衛生覆蓋。而左傾人士對這份報告的論點提出異議。 此外，這篇論文指出，那些在2011年被評估列為貧困線以下的人，他們的生活品質比40年前普查所認定的貧困者高得多。例如在2005年，被列為貧困的人口中有63.7%擁有有線電視或衛星電視。在某些情況下，報告甚至說目前生活在貧困中的人實際上比不久之前的中產階級生活得更好。例如在2005年，被列為貧困家庭中，有78.3%住處擁有空調設備，而在1970年，被列為貧困家庭中，僅36.0%擁有空調設備。
根據傳統基金會的說法，聯邦貧困水準也不把現金收入之外的收入，尤其是福利待遇，列入計算。因此，雖然食品券和公共住房可把貧困人口的生活水準提高，但政府並未把這些應享權利列為收入的等值物，貧困水準數字就不會改變。
斯蒂芬·平克在《華爾街日報》發表的一篇社論對頁版中稱，以消費作衡量的貧困率已從1988年的11%下降到2018年的3%。由伯克豪澤等人（Burkhauser et al）撰寫的報告。發現把現金收入、稅收、主要實物轉移、以及依通貨膨脹調整的貧困閾值列入考慮後，根據詹森總統標準計算而得的全收入貧困率在1963-2017年期間可從19.5%下降到2.3%。

## 地理分佈

### 美國領地貧困狀況
美國貧困率最高的是在其領地（美屬薩摩亞、關島、北馬里亞納群島、波多黎各、和美屬維爾京群島）。美屬薩摩亞的人均收入屬於美國最低 - 它的人均收入與非洲內陸國的波札那相當。2010年，美屬薩摩亞的人均收入為6,311美元。美國人均收入最低的縣或等同縣是美屬薩摩亞的馬努阿區（人均收入為5,441美元）。2018年，美國所有州/領地中最低的家庭收入中位數在波多黎各（20,166美元）。同年，波多黎各的阿德洪塔斯的家庭收入中位數為12,812美元，是美國最低收入郡縣清單中家庭收入中位數最低者。
美國在2010年的人口普查中，關島的貧困率為22.9%、北馬里亞納群島的貧困率為52.3%、美屬維爾京群島的貧困率為22.4%（這些比率都比美國任何一州為高）。波多黎各在2018年的貧困率為43.1%。 In 2017, American Samoa had a poverty rate of 65% — the highest poverty rate of any state or territory in the United States.

### 美國各州貧困率
截至2018年，貧困率最低的是在新罕布什爾州（7.6%）。其他較低的州有夏威夷州（8.8%）、馬里蘭州（9.0%）、和明尼蘇達州（9.6%）。密西西比州在2018年的貧困率為美國最高者（19.7%）。

## 貧困相關人口資料

### 貧困和家庭狀況
已婚家庭中：有5.8%生活在貧困中。這個數字因種族和族群而異，如下所示：
白人（包括西班牙裔及拉丁裔白人）有5.4%，

黑人（包括西班牙裔拉丁裔黑人）有10.7%，和

西班牙裔（任何種族）為14.9% 。
單親（男性或女性）家庭中：有26.6%生活在貧困中。這個數字因種族和族群而異，如下所示：
白人（包括西班牙裔及拉丁裔白人）有22.5% ，

黑人（西班牙裔拉丁裔黑人）有44.0% ， 和

西班牙裔（任何種族）有33.4% 。
獨居者中：有19.1%生活在貧困中。這個數字因種族和族群而異，如下所示：
白人（包括西班牙裔及拉丁裔白人）有18%，

黑人（西班牙裔拉丁裔黑人）有28.9% ，和

西班牙裔（任何種族）有27%。

### 貧困和種族/族群關係
在2014年的美國人口普查報告稱，總人口中有14.8%生活在貧困中：

所有非西班牙裔白人（即說英語的白人）中有10.1%

亞洲人中有12.0%

所有西班牙裔（任何種族）中有23.6%

所有非裔美國人中有26.2%

美國原住民/阿拉斯加原住民中有28.3%
截至2010年，大約一半的貧困人口是非西班牙裔白人（1960萬）。 非西班牙裔白人兒童佔所有貧困鄉下兒童的57%。 
在2009財政年度，非裔美國人家庭佔接受TANF福利家庭中的33.3%，非西班牙裔白人家庭佔31.2%，西班牙裔家庭佔28.8%。

### 美洲原住民貧困狀況
居住在印第安保留地的美洲原住民貧困率是惡名昭彰的高（參見美國印第安保留地貧困問題）。美國人均收入最貧窮的11個縣中有7個，包括裡面最貧窮的兩個縣，都在印第安保留地。一些批評家說貧困造成一種機制，讓南達科他州社會服務部能夠“綁架”拉科塔族的兒童。為保護拉科塔族的權利、傳統、文化而組織的拉科塔人民法案，連同其他批評者，聲稱南達科他州政府“不妥的把經濟貧困轉化為“忽視”……在南達科他州，認定為“忽視”的比率比全國平均水平高出18%……2010年，各州發現忽視的全國平均水平，例如寄養兒童在受到州政府提供保護之前，受到虐待的百分比為78.3%。而在南達科他州，這一比例高達95.8%。”
特別是松岭印第安保留地的貧困對其居民的壽命產生前所未有的影響。“最近的報告指出平均預期壽命為45歲，而有人說是男性為48歲，女性為52歲。據《華爾街日報》報導，無論是哪種數字，這都是西半球，除海地以外任何社區中最短的預期壽命。”
在2013-2017普查局所做的美國社區調查中，南達科他州一處被稱為傷膝的保留地（位於松岭印第安保留地）的家庭收入中位數，在50州/哥倫比亞特區/波多黎各中的排名，為倒數第7名。

### 貧困年齡分佈
截至2010 年，美國普查局宣布說美國人口中有15.1%生活在貧困之中：
- 18歲以下人口有22%
- 19-21歲人口有13.7%
- 65歲或以上人口有9%[78]

經濟合作與發展組織 (OECD) 使用不同的標準衡量貧困，並於2008年宣布美國兒童貧困率為20%，老年人貧困率為23%。

#### 兒童貧困
非營利倡導組織Feeding America在2009年5月發布一項根據2005-2007年普查局和農業部數據所做的研究，認為美國有350萬名5歲以下兒童面臨飢餓的風險。這項研究稱，在全國11個州中，風險最高的是路易斯安那州，其次是北卡羅來納州、俄亥俄州、肯塔基州、德克薩斯州、新墨西哥州、堪薩斯州、南卡羅來納州、田納西州、愛達荷州、和阿肯色州，據稱5歲以下的兒童中有超過20%，會面臨挨餓的風險。（每天攝入的熱量少於1,800卡路里）。
美國在2012年有1,610萬兒童生活在貧困之中。活在在糧食來源不確定家庭的4,900萬美國人中，有1,590萬是兒童。，美國兒童貧困率在2013年達到歷史最高水準，有1,670萬兒童生活在糧食來源不確定的家庭中（請參考美國飢餓問題英文版#Children部分）。這些兒童居住的社區中有許多缺乏基本的農產品和營養食物。4,700萬美國人依賴食物銀行協助，比2007年的水準高出30%以上。由單身母親照顧的家庭最有可能受到影響。有30%的低收入單身母親買不起紙尿片。無力買這種必需品會導致連鎖反應，包括精神、健康、和行為問題。一些女性被迫每天只使用一兩片紙尿布，並且重複使用。這樣做會導致尿疹和衛生問題，以及發生健康問題。沒有尿片，孩子們就無法送入托兒所。兒童不能送入托兒所對單身母親不利，她們就業的能力受到阻礙。受影響最嚴重的是俄勒岡州、亞利桑那州、新墨西哥州、佛羅里達州、和哥倫比亞特區。而北達科他州、新罕布什爾州、維吉尼亞州、明尼蘇達州、和麻薩諸塞州所受影響最小。在2012年聯邦財政年度期間，全國有3,100萬低收入兒童每天根據國家學校午餐法案獲得免費或者是減價餐點。估計有近1,400萬兒童，受到Feeding America的服務，其中有超過300萬的兒童年紀在5歲及以下。
根據國家無家可歸者中心（National Center on Family Homelessness）在2014年發布的報告指出，美國流浪兒的數量已達到創紀錄的數目，估計在2013年有250萬名（每30名兒童中就有一個）。主要原因是極度貧困、缺乏住房、和家庭暴力。在2017年發表於《健康事務雜誌》上的一項同行評審研究發現，在20個OECD國家中，美國的兒童死亡率最高。
貧困還與兒童經歷廣泛的不良經歷，例如目睹暴力、感受歧視、和遭受霸凌有關聯。根據智庫城市研究所在2016年所做的研究，低收入社區的青少年經常因為買不起食物而被迫加入幫派、存下學校午餐作他用、出售毒品、或利用性關係換取所需。 

## 貧困之影響

### 教育
貧困會影響個人獲得優質教育的機會（請參考貧困英文版#Education的部分）。美國的教育系統通常由當地社區資助，因此教材和師資的品質可反映出社區的富裕程度。往往許多社區會利用其他地區的經費補助來解決這種問題。低收入社區往往負擔不起如高收入社區提供的優質教育，而造成貧困的惡性循環。

## 與貧困相關因素
在美國，與貧困相關的因素有多種。
- 收入與教育程度相關。在2007年，戶長教育程度低於9年級的家庭收入中位數為20,805美元，而戶長為高中畢業的家庭收入中位數為40,456美元，戶長擁有學士學位的家庭收入為77,605美元，戶長擁有專業學位的家庭收入為100,000美元.[100]美國聯邦儲蓄系統主席珍妮特·耶倫在2014年表示：“公共教育經費是政府幫助，用以抵消某些擁有兒童教育資源家庭優勢的另一種方式。其中最重要的例子是幼兒教育。研究顯示，來自低收入家庭的兒童，如果能獲得優質的學前教育，更有可能讀完高中後進入大學，並獲得較高的收入的工作。那麼這類人受到監禁，或是將來接受公共援助的可能性就會變小。”[101]
- 許多情況下，貧困的發生是由於失業。在2007年，失業者的貧困率為21.5%，而擁有全職工作者的貧困率僅為2.5%。[100]
- 由單身母親撫養小孩家庭的貧困率是結婚雙親撫養小孩家庭的四倍。[102]
- 收入水準隨年齡而異。例如在2009年，戶長年齡在15-24歲的家庭，收入中位數僅為30,750美元，但戶長在25-34歲的家庭，數字增加到50,188美元，而戶長在35-44歲的家庭，數字增加到61,083美元。[103]可能的原因是工作經驗以及受到更多教育的緣故。

- 收入水準因種族/族群而異：美國有21%的兒童生活在貧困中，裡面大約有46%是非裔美國人，和40%的拉丁裔。[105]非裔美國人已婚夫婦的貧困率為9.9%，只有30%的黑人孩子是已婚夫婦所生（見下文婚姻部分）。本地出生和歸化的白人的貧困率相同（9.6%）。另一方面，歸化的黑人的貧困率為11.8%，而本土出生黑人的貧困率為25.1%，這表明僅種族一項，無法解釋收入發生差距的原因。並非所有少數民族/族群的收入都低。亞洲人家庭的收入高於所有其他族群。例如在2005年，亞洲家庭的收入中位數為68,957 美元，而白人家庭的收入中位數為59,124 美元。[106]然而亞洲人會比黑人更頻繁的報告歧視事件。具體而言，在2005年中，有31%的亞洲人對就業歧視提出報告，而黑人報告的比率比例為6%。[107]
- 處理收入和財富不平等的政策（即將金錢從較高收入和較富裕的家庭轉移到較不富裕的家庭的政策）對貧困有大影響。非營利智庫經濟政策研究所（英语：Economic Policy Institute）的經濟學家賈里德·伯恩斯坦和伊莉斯·古爾德(Elise Gould)表示，如果美國在過去幾十年中沒發生那種收入大分岐（英语：Great Divergence (inequality)）的話，貧困可能會顯著減少。[108][109]由於所得分配越來越不平均，經濟學家勞倫斯·薩默斯估計，如果依據美國1979年的收入分配狀況，美國底層80%的家庭在2014年的年收入平均可增加11,000 美元。[110]
- 稅率與貧困之間的關係存在爭議。一項針對高稅負的斯堪地那維亞國家和美國的研究顯示，高稅率與貧困率呈負向相關。[111]但在瑞士等一些低稅負的國家，貧困率也很低。把美國各州之間的貧困率作比較，一些低稅負州的貧困率較低。例如，新罕布什爾州的貧困率是美國各州中最低，而稅負也非常低（各州中排名第46）。然而，瑞士和新罕布什爾州的家庭收入都非常高，也有其他措施以彌補稅收不足。例如，瑞士擁有全民醫療衛生，他們的免費教育系統可適用到年僅四歲的兒童。[112]新罕布什爾州沒有州所得稅或營業稅，但有全美最高的財產稅。[113]

- 美國窮人被監禁的比率遠高於其他已開發國家的同類人，根據社會學家布魯斯·韋斯特（英语：Bruce Western）的說法，監禁是“處於工作年紀窮人的家常便飯。”[114]維拉司法研究所（英语：Vera Institute of Justice）在2015年所做的研究，認為自1980年代以來，美國的監獄已成為窮人的“超級大倉庫”。[115]學者斷言，美國已從疲軟的福利國家，往修改福利政策以懲罰窮人的國家轉變，加上新自由主義結構調整政策、美國經濟全球化，加上全球性金融機構居於主導地位，產生出相當極端的“赤貧”形式。“在美國，必須利用刑事系統和監獄設施，滲透到窮人生活的各層面而加以遏制，據學者魯本·喬納森·米勒（Reuben Jonathan Miller）和艾米麗·謝曼（Emily Shayman）所言，這已經導致“今日在美國做個窮人的下場。”[19]
- 根據美國企業研究所，研究顯示收入與智力有相關（請參考智商英文版#income部分）。查爾斯·默里在1998年所做的一項研究，他把733對具有不同智商 (IQ) 的兄弟姐妹的收入作比較。他把樣本稱為烏托邦，因為所有樣本都是在幾乎沒有私生子女、離婚、或貧困的家庭中成長者。抽樣者智商低於75的平均收入為11,000 美元，而智商在75到90之間的平均收入為16,000美元，智商在90到110之間的為23,000美元，智商在110到125之間的平均收入為27,000美元，而智商高於125的則為38,000美元。[116][117]默里的成果受到史蒂芬·古爾德、Loïc Wacquant（英语：Loïc Wacquant）以及其他，包括南方貧困法律中心的批評。[118][119][120]
- 根據麻省理工學院經濟學家彼得·特明（英语：Peter Temin）在2017年所做的學術研究，貧困的美國人生活在與發展中國家相當的條件下，被迫接受不夠格的教育、破舊的住房、和不穩定的就業機會。[121]一篇刊載在2017年美國熱帶醫學與衛生協會（英语：American Society of Tropical Medicine and Hygiene）出版雜誌的文章中，發現鉤蟲是一種在極端貧困中成長的寄生蟲，在美國深南部甚為流行。刊載在英國《衛報》的研究報告指出：
  - |  | 在德克薩斯州休斯頓的科學家揭開美國最黑暗、最深奧的秘密之一：擁有驚人財富的美國，隱藏著與世界最貧窮國家面對貧困相關疾病之時，有相同的容忍程度。在阿拉巴馬州的一個貧困地區，超過三分之一的人檢測出有鉤蟲寄生，而這種胃腸道寄生蟲被認為在幾十年前已從美國根除。[122] |
- 大約有1,200萬美國人罹患有與極端貧困相關的被忽視熱帶病。[123]

## 克服貧困
在不平等的時代，這種反貧困政策比以往任何時期更形重要，不平等程度越高，造成早期教育、營養、充足的住房、和許多其他眾多因素的匱乏，會導致更貧困和產生更嚴峻的障礙，把人生機會磨滅。——賈里德·伯恩斯坦
政府和非政府組織為減少貧困及其影響付出許多努力。努力的範圍從鄰里工作到全國的重點運動。他們針對受貧困影響的特定群體，例如兒童、自閉症人士、移民、或無家可歸者提供協助。這類工作運用不同的方法，例如倡導、教育、社會工作、立法、直接服務或慈善活動、以及社區組織活動。
近來的辯論專注在需要同時關注“收入貧困”和“資產貧困”的政策。支持這種做法的人認為，傳統的政府濟貧政策僅側重於透過諸如TANF和食物券之類的計劃為貧困人口補充收入。根據非營利組織Corporation for Enterprise Development（CFED）的CFED2012年資產與機會記分卡，有27%的家庭-幾乎是收入貧困家庭百分比的兩倍 - 生活在“資產貧困”的狀態之下。如果因為裁員或其他緊急情況導致收入喪失，這些家庭沒有儲蓄或其他資產（相當於貧困水準時的購買能力）來負擔三個月的基本開支。自2009年以來，資產貧困家庭的數量從大約佔五分之一，增加到佔四分之一，等於增加21%。為向這些家庭提供援助，國會已撥款2,400萬美元由HHS轄下的資產自立計劃運用。這項計劃讓社區的非營利組織和政府機構能夠協助設立個人發展帳戶(或稱IDA) ，這是一種協助貧困人士發展資產的計劃。在IDA帳戶中儲蓄的每一美元都有聯邦和非聯邦基金匹配，使貧困家庭能夠透過購買第一套住房、接受專上教育、或是創辦或擴大小企業，來讓他們的資產組合擴張。
此外，收入所得稅抵免（簡稱為EITC或EIC是為中低收入人士提供的租稅抵免。如果他們的總稅收支出少於獲得的總抵免額，則抵免額會讓他們從政府那裡獲得資金，表示這不僅能減少已支付的總稅款，還可為家庭帶來新的收入。這項所得稅抵免被視為美國最大的減貧計劃。在美國，關於消除貧困的最有效方法是通過EITC的稅法，或是通過最低工資法，一直在爭論中。
根據哥倫比亞大學創建的補充貧困模型 (SPM)，始於向貧困宣戰以來所創立的政府社會安全網計劃，已把貧困率從1967年的26%降低到2012年的16%，但是美國官方的貧困率並未改變，因為經濟本身對減少貧困幾乎未發生作用。但根據創建SPM模型的哥倫比亞大學在2013年的研究，若是沒有此類安全網計劃，今日的貧困率將會達到29%。凱文·德拉姆的一項研究分析顯示，美國福利國家政策有效減少老年人的貧困，但對正值工作年齡的窮人提供的幫助相對較少。皮尤慈善信託基金會在2014年所做的研究顯示，如果沒有食物券、社會安全保險、和EITC等社會計劃，美國的貧困率會更高。但美國的社會安全網是所有已開發國家中最弱的。西北大學的社會學家莫妮卡·普拉薩德認為這樣的結果是因為政府干預的結果，而非缺乏干預。這種干預會助長人們利用消費信貸，而非像歐洲那樣，運用社會福利政策來滿足生活需求。

### 其他
- 人群貧困指数（英语：Human Poverty Index）
- 密西西比教師團（英语：Mississippi Teacher Corps）
- 無條件基本收入
- 負所得稅
- 轉捩點社團（英语：Tipping Point Community）
- 重分配轉變（英语：Redistributive change）
- 去工業化
- 《另一個美國（英语：The Other America）》，美國作者麥克·哈林頓（英语：Edward Michael Harrington Jr.）作品，討論美國貧困問題
- 美國兩面（英语：Two Americas），馬丁·路德·金恩在其演講中的用字，描述美國的不同社會階級。
- 為孩子對抗飢餓（英语：Kids Against Hunger），非營利組織，為美國及世界兒童提供食物，對抗飢餓。
- 《你能聽到他們的聲音嗎？（英语：Can you hear their voices?）》(一部1931年的戲劇之名)
- 貧困女性化
- 非預期懷孕
- 貧困中決定健康的社會因素（英语：Social determinants of health in poverty）

### 國際
- 世界各國貧困人口比率清單（英语：List of countries by percentage of population living in poverty）
- 可支配家庭及個人收入（英语：Disposable household and per capita income）
- 世界各國平均薪資清單（英语：List of countries by average wage）

## 附註
1. ↑  The Northern Mariana Islands had a median household income of $19,958 in the 2010 U.S. Census,[60] but the Northern Mariana Islands is not included in the American Community Survey.